# Timia (fiume)
Il Timia è un fiume della provincia di Perugia, maggiore affluente del fiume Topino.

## Percorso
Lungo 23 km, nasce dalla confluenza tra il fiume Clitunno e il torrente Teverone nei pressi di Bevagna. Il Teverone a sua volta deriva dal Marroggia, altro corso d'acqua che nasce nello spoletino dalla Diga di Arezzo a circa 30 km dalla confluenza che origina il Timia.
Il torrente Marroggia è per gran parte dell'anno secco e sembra inspiegabile che il Teverone arrivi alle porte di Bevagna con una portata equiparabile al Topino nella città di Foligno.
In realtà per migliorare la qualità del fiume Clitunno (che nasce nel comune di Campello sul Clitunno dalle celebri e meravigliose "fonti del Clitunno") tutti gli scarichi industriali della zona si riversano nel Teverone-Marroggia che incrementa notevolmente la portata anche grazie al contributo di alcuni affluenti di poco rilievo.
Nei pressi di Bevagna il fiume Clitunno, dopo essersi riversato nell'accolta (invaso artificiale) si divide in due rami che confluiscono nell'ormai Timia recandogli un media annua di 3 m\3 di portata.
Superata il borgo medievale il fiume, ormai delle dimensioni del Topino, si dirige verso nord. Durante il percorso che lo porterà nei pressi di Cannara per versare le sue acque al Topino si congiunge con un altro torrente, l'Attone.
Per quanto riguarda la qualità delle acque il Timia e da qualche anno ormai, perennemente colpito da fenomeni inquinanti.

## Galleria d'immagini

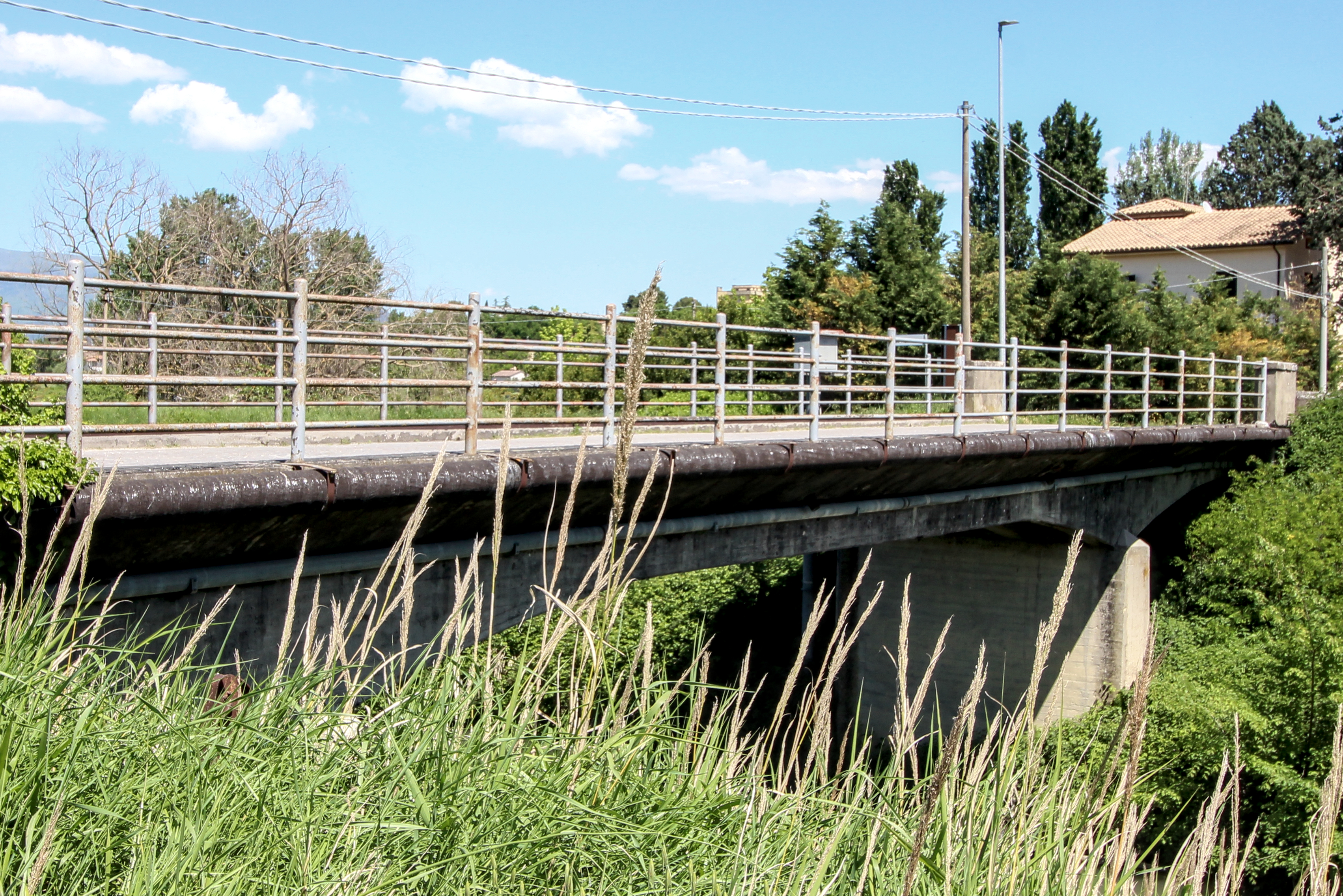
il ponte delle tavole (Bevagna)
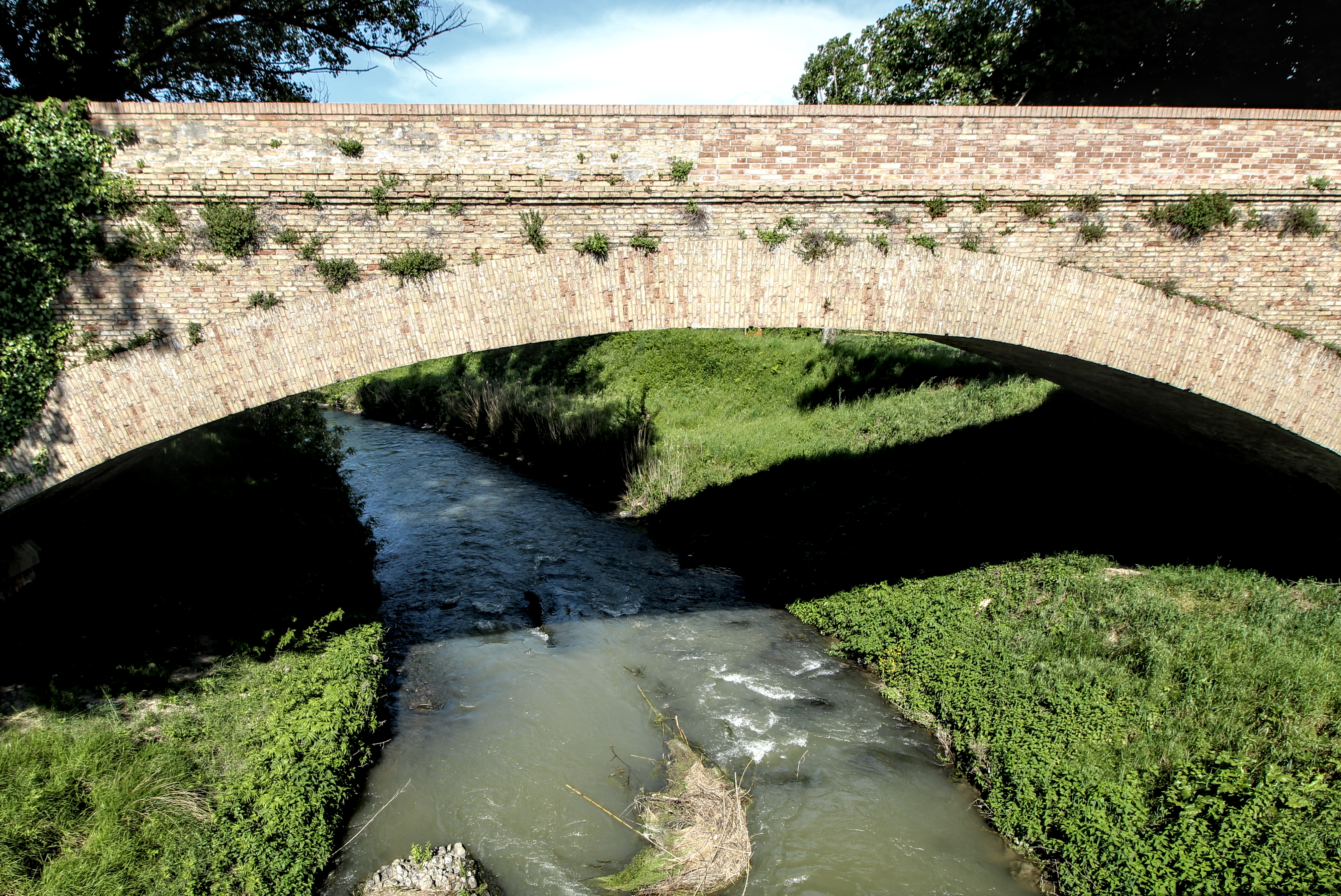
il ponte dell'Isola (Bevagna)